# Anoplotermes
Hasta hace poco, las termitas estaban clasificadas en el orden Isoptera, pero ahora se aceptan en el infraorden Isoptera, del orden Blattodea. Anoplotermes es un género de termitas isópteras perteneciente a la familia Termitidae que tiene las siguientes especies:
1. Anoplotermes ater
2. Anoplotermes bahamensis
3. Anoplotermes banksi
4. Anoplotermes bolivianus
5. Anoplotermes brucei
6. Anoplotermes distans
7. Anoplotermes distinctus
8. Anoplotermes franciscoi
9. Anoplotermes fumosus
10. Anoplotermes gracilis
11. Anoplotermes grandifons
12. Anoplotermes hageni
13. Anoplotermes hondurensis
14. Anoplotermes howardi
15. Anoplotermes indistinctus
16. Anoplotermes inopinatus
17. Anoplotermes janus
18. Anoplotermes jheringi
19. Anoplotermes meridianus
20. Anoplotermes nigripunctatus
21. Anoplotermes pacificus
22. Anoplotermes parvus
23. Anoplotermes proximus
24. Anoplotermes punctatus
25. Anoplotermes pyriformis
26. Anoplotermes rotundus
27. Anoplotermes schwarzi
28. Anoplotermes shillongensis
29. Anoplotermes subterraneus
30. Anoplotermes tenebrosus
31. Anoplotermes turricola